# Никольская церковь (Михалово)
Михаловская старообрядческая церковь (лит. Mikalavo sentikių cerkvė, полное название: Михаловская Свято-Никольская старообрядческая церковь) — действующая старообрядческая церковь поморского толка в деревне Микалавас Игналинского района Литвы. Расположена в 100 м к юго-западу от дороги 1408 (Микалавас-Парингис-Бернотай-Гилутос). В 250 м западнее церкви располагается приходское кладбище, основанное в XVIII веке. К Михаловскому приходу также относится старообрядческое кладбище в Григишке расположенное в 2 км к юго-востоку от церкви.
Первая старообрядческая церковь была построена в Михалове в XVIII веке, её здание было разобрано 2 мая 1853 года. Существующее здание церкви было построено в конце 1850-х — начале 1860-х годах на средства прихожан. Представляет собой деревянное прямоугольное односрубное здание с двухскатной крышей. В 1906 году к передней части здания была пристроена небольшая деревянная колокольня. Над передней и задней частями церкви установлены кресты.

## История
Первые старообрядцы начали появляться в Давгелишской и соседних волостях уже в начале XVIII века. Достоверным документальным подтверждением присутствия старообрядцев в Давгелишской волости служат инвентари 1769 и 1773 годов в которых их называли «русцами» или «москалями». В последующие годы количество старообрядцев неуклонно росло и толко в Давгелишской волости Свенцянского уезда к 1795 году их было 1309 человек.
В известной хронографической летописи «Дегуцкий летописец» или «Хронограф, сиречь Летописец Курляндско-Литовский» есть упоминание, что в 1816 году «Пастырь Долголишской Филипп Семенович скончался на Михалове», что принято считать первым достоверным упоминанием существования Михаловской моленной.
В документах 1822 года, в рапорте Завилейского земского исправника подготовленного для Виленского губернатора, Михаловская церковь упоминается как одна из двух раскольнических моленных Завилейского уезда (вторая — Апидомская церковь в имении Полесье помещика Викентия Борткевича). Также упоминается, что в обоих приходах беглых священников не имеется, а только «раскольничьи попы» вибираемые обществом и живущие при моленных.
В «Дегуцком летописце» имеется ещё одна запись о Михаловской церкви, датированная 1842 — ым годом — «Устин Федорович скончался на Михалове. 1842», фамилия наставника не указана.
Из-за усилившихся гонений во времена правления Николая I, начиная с 1826 года было запрещено не только возведение новых старообрядческих церквей, но и ремонт уже существующих. В результате исполнения этого постановления, в 1852 году здание Михаловской церкви было признано «совершенно ветхим» и опечатано. Далее, под предлогом представления опасности от разрушения, был издан указ его уничтожить, а материалы оставшиеся после разборки передать в пользу местного приказа общественного призрения. Указ был приведен в исполнение 2 мая 1853 года и здание Михаловской церкви было разобрано до основания. Оставшийся от церкви «древесный» материал (84 бревна, 14 стропил, 60 жердей, 80 досок и 2 дверей) был признан по большей части сгнившим и продан дворянину Михаилу Домбровскому за 4 рубля 75 копеек серебром так как больше его никто купить не согласился.
Находящиеся в церкви иконы, книги и прочие принадлежности были направлены в Литовскую Православную духовную консисторию на оценку в них «вредности» для православной церкви, а метрические книги оставлены при земском исправнике. В описи имущества церкви датированной 2 мая 1853 года перечислены 8 деревянных икон писанных краской (1 — икона «Спаситель Исус Христос», 2 — «Пресвятой Богородицы», 2 — «Святого Николая Чудотворца», 2 — «Иоана Крестителя и Архангела Гавриила»), одно старое поникадило из белой жести, 4 старые богослужебные книги в ветхом переплёте и 2 без переплёта и заглавий, 26 метрических книг за 1833—1845 годы. В Литовской Православной духовной консистории, после рассмотрения всех полученных вещей, 4 иконы (икона Христа-Спасителя, две иконы Пресвятой Богородицы и икона Св. Николая) и поникадило были признаны пригодными для благоустройства православных церквей и переданы в распоряжение Виленского кафедрального собора. Все остальные иконы были признаны по искаженной на них живописи не соответствующими православию, а книги непригодными либо ветхими и отосланы в Министерство внутренних дел.
В это же время, в 1852 году, наставника Михаловской церкви Егора Фёдоровича Страдалова пытались привлечь к уголовной ответственности за выдачу брачной метрики в 1851 году одному из прихожан, так как сткрообрядческим наставникам было запрещено вести метрические книги и выдавать какие-либо свидетельства, но дело против наставника было прекращено за отсутствием достаточных доказательств.

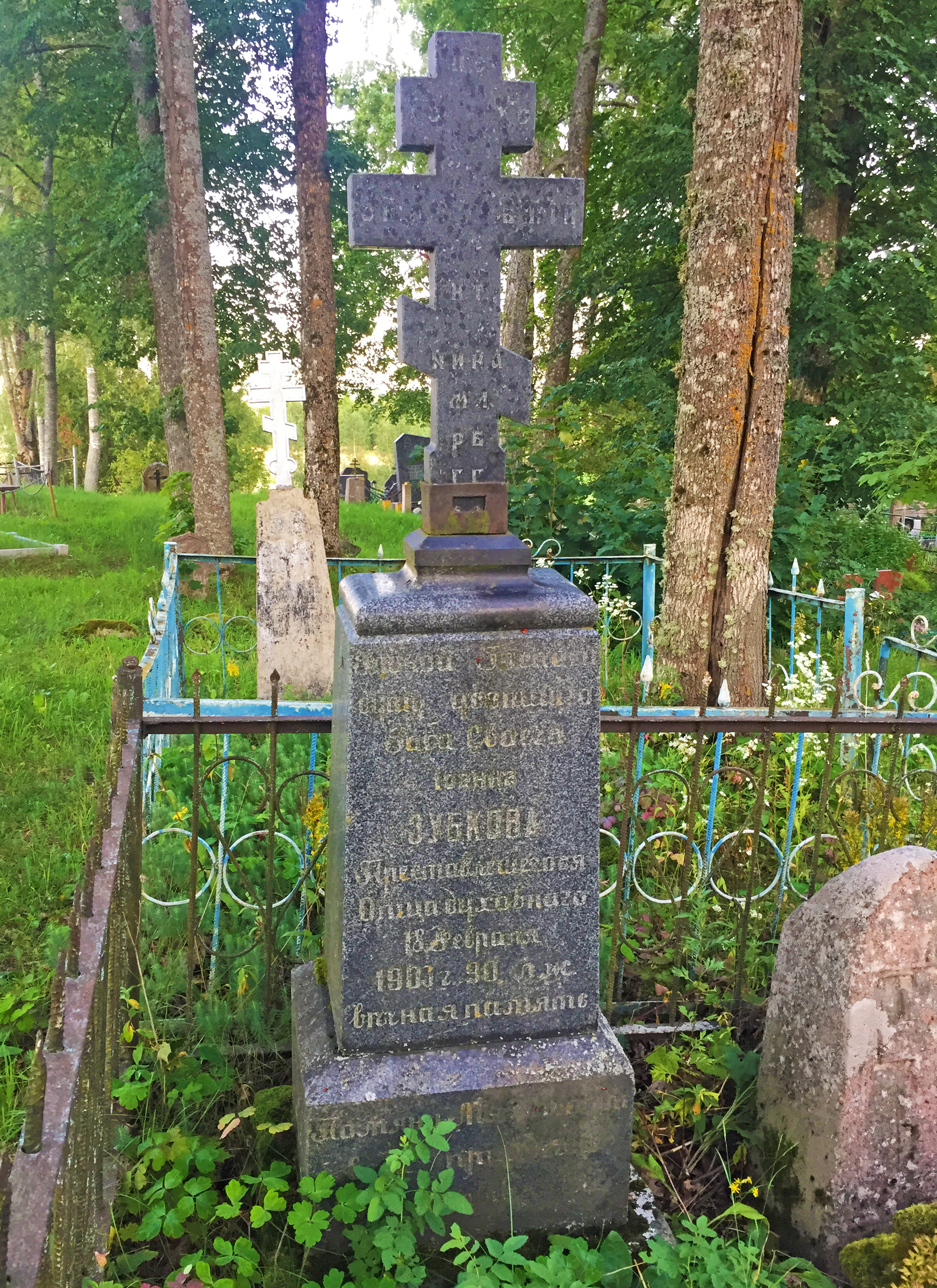
Памятник наставнику Михаловской церкви — И. С. Зубкову на кладбище в Михалово

После смерти Николая I, в 1855 году, преследования старообрядцев начали постепенно ослабевать и прихожане Михаловской общины отстроили новую моленную на собственные средства. Начиная с 1870-х годов, браки, совершаемые старообрядцами, стали официально признавать, а метрические книги надлежащего образца выдаваться уездными властями духовным наставникам. Метрические книги Михаловской церкви за 1870—1938 годы сохранились до сих пор и находятся на хранении в Литовском государственном историческом архиве. Первые сохранившиеся метрические книги Михаловской церкви вёл наставник Иван Карпович Портнов, который оставался на этой должности до 1879 года. На смену ему пришёл Иван Семёнович Зубков, который служил Михаловской церкви более 34 лет до самой смерти в 1913 году.
В 1883 году, Свенцянский уездный исправник донёс Виленскому, Ковенскому и Гродненскому генерал-губернатору, что при разъезде по уезду, им были замечены старообрядческие моленные, а именно — в деревне Михалово (Давгелишской волости), Апидомах (Лынтупской волости), Юргелишках (Мелегянской волости), Куклянах (Годутишской волости) и уездном городе Свенцянах, которые построены наподобие православных храмов с колокольнями, на которых имеются кресты, а также привешены рельсы вместо колоколов, которые от удара молотком издают звук, похожий на колокольный звон. Сами церкви исправник описывал как «существующие весьма давно и молебетье отправлялось в них беспрепятственно, а с 1875 года молельни по случаю ветхости исправлялись поочерёдно и в это время пристраивались колокольни». В доносе исправник подчеркнул, что было ли выдано разрешение на постройку моленных никаких сведений не имеется, ровно как и починка по словам старообрядческих наставников и старшин производилась без разрешения, хотя полицейским властям будто бы было об этом известно. Также исправник информировал, что раскольников, проживающих в Свенцянском уезде, до 6180 душ — все они принадлежат к беспоповщинской секте, занимаются преимущественно хлебопашеством, а некоторые ремеслами и другими заработками. Православное население в Свенцянском уезде весьма малочисленно и существование раскольнических молелен не может иметь существенного вреда на православие. В последней части доноса, исправник пишет: «Принимая во внимание, что возбуждение уголовного преследования против виновных в самовольной и незаконной постройке молелен, ввиду Всемилостивейшего манифеста 15 мая сего года, в настоящее время не может иметь места, что по громадности цифры старообрядческого населения в Свенцянском уезде существование указанных выше молитвенных зданий действительно необходимо, а также что закрытие их может встретить сопротивление со стороны раскольников, отличающихся большею частию буйным характером, и вызвать беспорядки, я ввиду вышеизложенных обстоятельств и, применяясь к 6-му п. Высочайшего повеления от 3-го мая сего года, разрешил оставить существующие в городе Свенцянах и деревнях: Апидомах, Михалово, Юргелишках и Куклянах старообрядческие молитвенные здания, но с тем непременным условием, чтобы самовольно построенные на молельнях колокольни немедленно были сняты, и вообще чтобы здания по своему внешнему виду вполне согласовались бы с требованиями 8 п. указанного выше Высочайшего повеления».
В 1905 году императором Николаем II был издан указ об укреплении начал веротерпимости, в результате положивший конец множественным запретам и ограничениям. После этого, в 1906 году, к зданию Михаловской церкви была пристроена небольшая деревянная колокольня на которой были установлены два колокола.
В 1908 году, часть прихожан Михаловской и Видзской общин основали новую Лукашовскую старообрядческую общину и перешли туда. Это были преимущественно прихожане проживающие в Тверечской (Вабелишки, Детковщизна, Андреевка) и Мелегянской (Апшуты, Бернаты, Мешанцы) волостях.
После начала Первой мировой войны, в 1915 году, оба колокола были сняты с Михаловской церкви немецкими войсками и увезены в неизвестном направлении, тем не менее, саму церковь не постигла участь Юргелишской церкви и она не была сожжена.
Во времена Польского правления (1921—1939) был основан Верховный старообрядческий совет в Польше, который находился в Вильнюсе и поддерживал тесную связь с Михаловской общиной, оказывая финансовую помощь на ремонт храма и помогая в решении разного рода вопросов и проблем. В школах Давгелишской волости в которых учились дети — старообрядцы начали преподавать Закон Божий, на должность преподавателей кандидатов выдвигала сама община, но утрерждал их Верховный старообрядческий совет.
В 1927 году, на наставника Михаловской церкви Калистрата Сергеевича Стахова было заведено уголовное дело связанное с исправлением записей в старых метрических книгах и за неправильную выдачу метрик. Сам наставник утверждал что старые книги обгорели ещё до Первой мировой войны и записи восстанавливались основываясь на свидетельских показаниях. После этого, все метрические книги и печати были изъяты от наставника и записи в книги делались под непосредственным контролем председателя Михаловской общины Никифора Петровича Бартошкина, однако до решения суда, Верховный старообрядческий совет решил оставить К. С. Стахова на должности наставника.
На момент 1928 года, здание церкви сильно просело и нуждалось в поднятии. В остальном, состояние описывалось как удовлетворительное. Также, в 1928 году, появились сведения, что возможно колокола снятые немцами с Михаловской церкви во время войны обнаружены на Свирском костеле так как на них обнаружены иконы и надписи на русском языке, в связи с чем прихожане Михаловской церкви потребовали у Верховного старообрядческого совета расследования, но продвижения данное дело не получило.
В 1928 году, известный головщик Рижской Гребенщиковсой Старообрядческой Общины Илларион Дионисьевич Финогеев (1863—1935), который в юности служил при Михаловской церкви до 1881 года, подарил Михаловскому храму наперсный крест.

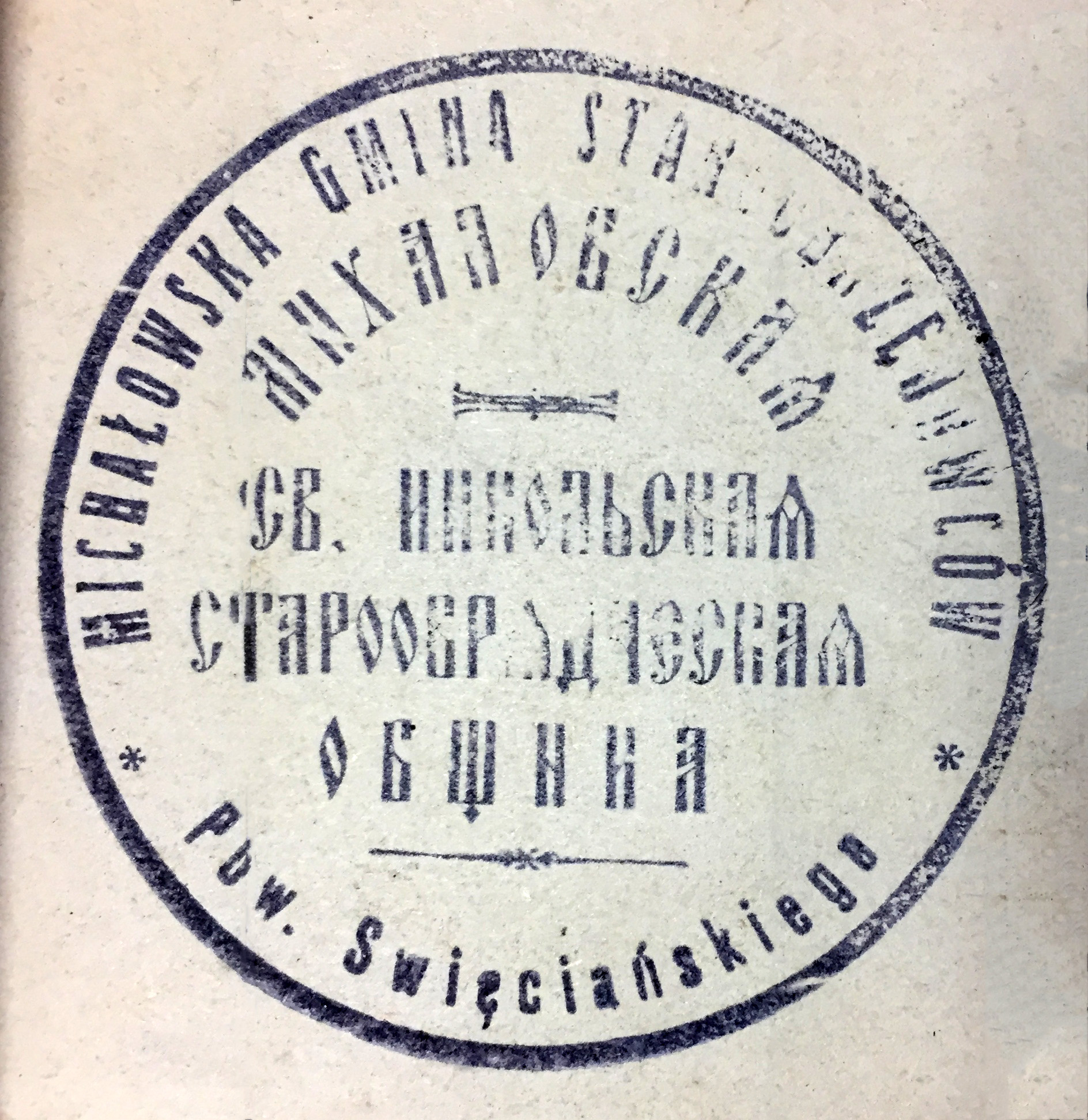
Печать Михаловской старообрядческой общины, 1930 год

22 декабря 1930 года, по решению суда, К. С. Стахов был уволен с занимаемой должности наставника с лишением прав ведения метрических книг. В связи с этим, прихожане Михаловской общины, хоть и были удовлетворены служением наставника Стахова, были вынуждены начать поиск нового наставника. Прибывший в марте 1831 года в Михалово по рекомендации Верховного старообрядческого совета законо-учитель Погорельского прихода Сувалкского уезда Карп Легензов был вынужден вернуться обратно, так как прихожане заявили что он малограмотный и изъявили желание выбрать наставником кого-то из местных жителей. Та же участь ожидала ещё нескольких наставников. В результате Верховный старообрядческий совет попросил о помощи в проведении обрядов и ведении метрических книг наставника соседней Видзской общины Фёдора Силантьевича Кузнецова до момента когда будет выбран новый наставник. По метрическим же книгам видно, что сами обряды по прежнему совершал не только Ф. С. Кузнецов, но и уже бывший наставник К. С. Стахов, который не подписывался в метрических книгах. Узнав об этом, 5 июня 1931 года Верховный старообрядческий совет выслал ему предупреждение с просьбой немедленно прекратить совершение каких-либо обрядов под угрозой привлечения к уголовной ответственности.
Выборы нового духовного наставника Сисоя Алексеевича Никитина в конце 1931 года сопровождались бурными дискуссиями и спорами среди членов общины, которые не прекращались в течение нескольких лет. Председатель общины Н. П. Бартошкин, как противник избрания С. А. Никитина, ушёл в отставку. Вместе с бывшим наставником К. С. Стаховым и некоторыми членами общины, Н. П. Бартошкин потребовал приезда в Михалово делегата от Верховного старообрядческого совета для проведения новых выборов наставника и председателя. Собрание прихожан и членов ВСС состоялось в Михалово 14 февраля 1932 года на котором председателем общины был выбран на трёхлетний срок Д. Т. Шалайкиский, а С. А. Никитин оставлен на должности временного наставника. Но уже 24 марта 1933 года около 100 прихожан подали прошение в ВСС о снятии с должности председателя общины Д. Т. Шалайкиского за некомпетентность и возвращении на эту должность Н. П. Бартошкина.
Из-за разногласий с духовным наставником С. А. Никитиным, 20 июля 1933 года, жители деревни Изабелино Михаловского прихода подали прошение в ВСС о разрешении создания новой общины в Изабелино и упомянули что у них уже имеется только что отстроеный дом, который хозяин П. Ф. Зубров согласился пожертвовать для общей молитвы и что, в отличие от литовской деревни Михалово, в Изабелино подавляющее большинство жителей — старообрядцы. Также к прошению присоединились многие жители других деревень, включая бывших наставника и председателя общины Н. П. Бартошкина и К. С. Стахова. После долгих споров, С. А. Никитин добровольно оставил должность наставника Михаловской церкви 20 августа 1934 года и перешёл в Буевскую общину, вследствие чего отдельный приход в Изабелино не был образован.
После ухода С. А. Никитина с должности наставника, судя по метрическим книгам, обряды какое-то время совершались бывшим наставником К. С. Стаховым и заместителем наставника П. Г. Поташовым. В январе 1935 года, новым наставником единогласно и без споров был избран Евфимий Евстигнеевич Иванов, а председателем Иоаким Иванович Дорохов, заместителями — Н. П. Бартошкин и П. Г. Поташов.
23 июня 1935 года, прихожане проживающие в Игналине и близлежащих деревнях в числе 54 человек, подали прошение в ВСС о предоставлении помощи в постройке старообрядческого храма в Игналине. Главным аргументом служила удаленность (около 15 км) Михаловской моленной из-за которой молодое поколение практически не бывало в церкви. Было ли это прошение рассмотрено ВСС — неизвестно.
19 декабря 1937 года, на собрании прихожан Михаловской общины, поднялся вопрос о перестройке существующего здания моленной по плану утвержденному в 1935 году или же постройки нового кирпичного здания. Большинством голосов было принято решение строить новый кирпичный храм и уже в 1938 году был запущен процесс закупки кирпича. Однако на следующем собрании 23 мая 1938 года, жители деревни Изабелино заявили председателю Н. П. Бартошкину, что они согласны поддержать постройку нового кирпичного храма только если он будет построен в Изабелино, а не в Михалово. После этого, было решено прекратить закупку кирпича и перейти к плану 1935 года по перестройке существующего здания моленной в Михалово или постройке деревянного храма рядом со старым зданием. После смены власти, а позже Второй мировой войны и последующего советского периода, ни один из этих планов не был реализован и здание церкви было оставлено без капитального ремонта.

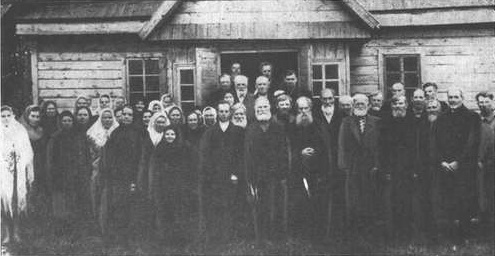
Наставник Михаловской общины П. Г. Поташов среди членов «двадцатки» и членов причта, 9 мая 1965 года

На собрании членов Михаловской общины 2 августа 1939 года, наставником был избран Платон Григорьевич Поташов (170 голосов — за, 10 — против), который на тот момент был заместителем духовного наставника Е. Е. Иванова и изъявил личное желание стать духовным наставником. П. Г. Поташов оставался на должности наставника более 39 лет.
В результате Польского похода Красной армии (1939), Михалово оказалось в составе Белорусской ССР, что отделило часть прихожан от церкви (Игналина и частично Давгелишская и Заблотишская волости вошли в состав Литовской Республики). Так как Вильнюс был передан Литовской Республике, все дела Верховного Старообрядческого Совета при Польше были переданы в Центральный Старообрядческий Совет Литвы. Уже через год, Литва была присоединена к СССР и границы поменялись, весь Михаловский приход оказался целиком на территории новообразованной Литовской ССР.
Во время Второй мировой войны, Центральный Старообрядческий Совет Литвы по прежнему функционировал и взаимодействовал со старообрядческими общинами вплоть до 1944 года, в том числе и с Михаловской. По предписанию совета от 11 мая 1943 года, все церковные служители Михаловской церкви — наставник Платон Григорьевич Поташов, головщик правого клироса — Иосиф Платонович Поташов, головщик левого клироса — Павел Евстигнеевич Суков и пономарь Семён Дмитриевич Кляуз, освобождались от всяких общественных повинностей. Председателем общины был Н. П. Бартошкин. Также совет высылал в Михалово старообрядческие журналы, учебники, азбуки и продовольствие.
После окончания войны и восстановления Советской власти, в отличие от наставников некоторых соседних общин, П. Г. Поташову удалось избежать репрессий, но как и другие религиозные организации, община не получала никакой поддержки от государства ввиду политики, проводимой СССР в отношении религии и содержалась на средства прихожан. Преподавание Закона Божия в школах было прекращено. Здание моленной продолжало медленно разрушаться.
Начиная с 1950-х годов, количество прихожан Михаловской церкви стало сокращаться из-за оттока населения, в основном молодёжи, в города и другие республики СССР. После смерти Платона Григорьевича Поташова в 1979 году у церкви нет постоянного наставника, в результате чего она неоднократно разграблялась и из неё была украдена большая часть икон.
После восстановления независимости Литвы в 1991 году, Михаловская староверческая религиозная община была заново зарегистрирована, однако прихожан после Советского периода осталось крайне мало. Из 40 домов староверов в Михалово осталось только 10, к 1996 году, количество прихожан было приблизительно 100 человек. В конце 2000-х годов, была обновлена покраска фасада церкви, богослужения изредка проводятся наставниками соседствующих старообрядческих общин (в основном — Дукштанской). Председатель общины — Анна Аверьяновна Сукова.

## Духовные наставники
| Годы наставничества                                                           | Имя Наставника              | Годы жизни              | Примечания |
| ----------------------------------------------------------------------------- | --------------------------- | ----------------------- | --- |
| ? — 1816                                                                      | Филипп Семенович            | ? — 1816                | Упоминается в «Дегуцком летописце» в 1816 году — «Пастырь Долголишской Филипп Семенович скончался на Михалове». |
| ? — 1842                                                                      | Устин Федорович             | ? — 1842                | Упоминается в «Дегуцком летописце» в 1842 году — «Устин Федорович скончался на Михалове. 1842». |
| 1840-е — 1860-е                                                               | Егор Фёдорович Страдалов    | 1786 — ?                | Рижский мещанин. В 1826 году жил в деревне Акменишки Давгелишской волости Упоминался как наставник Михаловской церкви в самые сложные для прихода 1851—1853 годы. |
| 1860-е — 1879                                                                 | Иван Карпович Портнов       | ? — 1879                | Тильтишский крестьянин. В первых сохранившихся метрических книгах 1870 года, И. К. Портнов уже подписывался как наставник Михаловской церкви, позже Давгелишским волостным правлением ему была выдана личная печать. Был наставником до января 1879 года. |
| 1879 — 18.02.1913                                                             | Иван Семёнович Зубков       | 1835 — 18.02.1913       | Родился в семье Рижского мещанина Семёна Евстафьевича Зубкова в застенке Поташня Лынтупской волости. Будучи внуком наставника Апидомской общины и основателя Куклянской общины — Евстафия Леоновича Зубкова, с детства обучался церковному пению и проведению обрядов. Родные братья И. С. Зубкова — наставники Апидомской общины — Самуил Семёнович Зубков и Куклянской общины — Тит Семёнович Зубков. Похоронен на Михаловском кладбище, обряд отпевания совершил его брат Т. С. Зубков. |
| 08.1913 — 06.1914                                                             | Еремей Егоров               |                         | Временно исполнял обязанности наставника Михаловской общины с августа 1913 года по июнь 1914 года. |
| 08.1914 — 08.1915                                                             | Иван Иванов                 |                         | Временно исполнял обязанности наставника Михаловской общины с августа 1914 года по август 1915 года. |
| 10.1919 — 02.1922                                                             | Кирсан Сергеевич Стахов     | 1859 — 1922             | Родился в деревне Григишки в семье Трокского мещанина Сергея Ивановича Стахова. Был наставником Михаловской церкви с октября 1919 года по февраль 1922 года. Похоронен на старообрядческом кладбище в Григишках. |
| 03.1913 — 07.1913 07.1914 — 08.1914 09.1915 — 10.1919 23.04.1922 — 20.12.1930 | Калистрат Сергеевич Стахов  | 27.09.1866 — 19.02.1935 | Родился в деревне Григишки. С 1884 до 1922 года был певчим при Михаловской церкви, а также ещё с времен наставничества И. С. Зубкова вёл метрические книги и упоминался как «заведующий делами», а также эпизодически исполнял обязанности наставника в 1913, 1914 и в 1915—1919 гг. С 1922 по 1930 — постоянный наставник. Снят с должности по решению суда и Верховного старообрядческого совета за исправление метрических записей, но не смотря на запрет фактически совершал обряды крещения и погребения и дальше вплоть до 1935 года в виду недовольства многих прихожан новым наставником С. А. Никитиным. Похоронен на старообрядческом кладбище в Григишках. |
| 1931                                                                          | Фёдор Силович Кузнецов      | 1869 — 1965             | Родился в 1869 году в деревне Лапушенишки Витебской области Белоруссии. Был наставником Видзской общины, временно исполнял обязанности наставника Михаловской церкви в 1931 году. Позже был наставником Виленской общины. |
| 26.10.1931 — 20.08.1934                                                       | Сисой Алексеевич Никитин    |                         | С 20.10.1931 временный, а с середины 1932 года постоянный наставник Михаловской церкви. После долгих раздоров с большой частью прихожан, добровольно оставил должность наставника Михаловской церкви 20 августа 1934 года и перешёл на должность наставника Буевской общины (Перебродской волости Дисненского уезда). |
| 01.1935 — 08.1939                                                             | Евфимий Евстигнеевич Иванов |                         | Избран наставником Михаловской общины в январе 1935 года и прослужил немногим более 4 лет. |
| 02.08.1939 — 02.05.1979                                                       | Платон Григрорьевич Поташов | 1888 — 02.05.1979       | Уроженец деревни Михалово. Образование — 4 класса русской народной школы, полностью владел церковным чтением и пением. При Михаловской церкви находился с детства. Долгие годы был певчим и заместителем духовных наставников при церкви. Со 2 августа 1939 года и до самой смерти в 1979 году оставался наставником Михаловской церкви. |
| 02.05.1979 -                                                                  |                             |                         | После смерти наставника Платона Поташова, Михаловская церковь постоянного духовного наставника не имеет. Время от времени, богослужения изредка проводятся наставниками соседствующих старообрядческих общин. |

## Прихожане общины
Старообрядцы, основавшие Михаловскую общину, были вольными русскими людьми, бежавшими из Российской империи во избежание преследований на удалённые и неподконтрольные на тот момент России территории. В основном это были выходцы из Лифляндской, Курляндской, Псковской, Новгородской, Витебской и Минской губерний.
Согласно инвентарям Давгелишского староства, в 1769—1773 годах, старообрядцы проживали в расположенных неподалёку от Михалова маленьких деревнях, таких как Эютишки, Телюкишки, Гавейкишки, Мерланишки, Аглинишки, Рапишки, Шилейковщизна, Куишки, Махнуловка, Козлишки, Маканишки, Дегутишки, Гервелишки, Урвенишки и других.
По ревизским сказкам Давгелишского староства за 1795 год, на тогдашней его территории проживало 1309 русских людей, 609 из который были приписаны к городу Риге. Примерно 1100 из них проживали в деревнях относящихся к Михаловскому приходу — из имения Давгелишки: Михалово — 138, Данюны — 114, Иванянцы — 70, Махнуловка — 66, Максиманцы — 58, Аглинишки — 48, Присягине — 46, Мерланишки — 40, Маканишки — 29, Васюли — 17, Козлишки — 15, Дегутишки — 15; из имения Цейкине: Рапишки — 46, Куишки — 24, Чинчуки — 10, Боркушки — 15, Йодишки — 15, Кондратишки — 26, Шилейкишки — 23, Урвенишки — 15, застенок Кондратишки — 19, Помалишки — 3; из фольварка Изабелино: Григишки — 73, Вынгиры и Виршупы — 74, Шакаришки — 12; из фольварка Сенишки: Подолишки — 45, Жверинцы — 17, Гавейкишки — 27.
Позднее, количество старообрядцев на территории Давгелишского староства уменьшилось в виду того что в виду своей вольности, они могли перемещаться на другие территории Завилейского уезда в поисках лучших условий. Наиболее существенные передвижения старообрядцев происходили после войны 1812 года, вплоть до 1830-х годов. В результате таких передвижений основывались и новые приходы, например Юргелишский или увеличивались существующие, такие как Апидомский. Подобные миграции намного уменьшились во 2-й половине XIX века когда у крестьян появилась возможность выкупить землю у помещиков или казны.
В делах о количестве раскольников в Виленской губернии 1827 года, на территории относящейся к Михаловскому приходу проживало около 770 старообрядцев, из них 600 — в Давгелишском старостве, 79 — имении Бецюны, 61 — имении Пржиязнь и 30 — имении Цейкине. В самой деревне Михалово — 139 старообрядцев. Вероятно, в реальности, количество прихожан Михаловской церкви могло быть немного больше, так как чёткая граница между существующими на тот момент приходами неизвестна и её прихожане могли проживать и в других соседствующих имениях. Общее количество старообрядцев в Завилейском уезде в 1827 году было 4377 человек, следовательно примерно 1/5 из них были прихожанами Михаловской моленной.
В XIX веке, несмотря на то, что большинство прихожан общины занимались земледелием на арендуемых у помещиков или казны землях, некоторые из них по-прежнему были причислены к мещанскому сословию (старообрядцы не числились крепостными помещиков, на чьих землях они проживали), таким образом, среди прихожан общины были Виленские, Рижские, Свенцянские, Якобштатские и другие мещане.
Довольно большое количество прихожан Михаловской церкви в 1836 году, указом Виленской казенной палаты, были переведены из Давгелишских крестьян в сословие мещан города Троки (Тракай), хотя большинство из них не имели с этим городом абсолютно никаких связей и это была чистая формальность. Во многих официальных документах того времени их так и называли — Трокские мещане Давгелишского участка.
В 1853 году, количество старообрядцев в Давгелишской волости было 992 человека (498 мужчин и 494 женщины). Из них в деревне Михалово — 105 душ обоих полов, Данюны — 78, Григишки — 89 душ, Васюли — 9, Дегуцишки — 13, Махнуловка — 14, Иванянцы — 25, данных по другим деревням нет.
После отмены крепостного права в 1861 году, местные старообрядцы получили возможность выкупать землю у помещиков и казны, что спровоцировало массовый переход старообрядцев из мещанского сословия в крестьянское и присоединение к сельским обществам.
В 1926 году список деревень принадлежащих к Михаловской общине был следующим: Михалово I-ое, Григишки, Паринга, Изабелино, Едзелишки, Изабелинко, Юргелишки, Пржиязнь, Игналино, Иванянцы, Сенишки, заст. Гуры, Винтишки, Данюны, гмины Давгелишской, Бецюны, Помалишки, Зуйкишки, Шалтупы, Юнтишки, Садонишки гмины Заблотишской, Ромутишки I-ые, Ромутишки II -ые, Кондратишки, Пасмялы, Мелегяны, Абелишки гмины Мелегянской, Рипины, Миновка, Романишки, Антоновка, Новая гмины Дукштанской и Новики, Чешуланцы гмины Видзской.
В 1927 году, количество прихожан Михаловской церкви было 1030 человек — 516 мужчин и 514 женщин. В 1928—1040 человек. Населенные пункты в которых проживало больше всего прихожан были Изабелино — 291, Михалово — 90, Григишки — 90, Бецюны — 69, Шалтупы — 43, Рамутишки — 41, Еделишки — 38, Помалишки — 34, Миновка — 33, Игналина — 32 , Чешаланцы — 30, Зуйкишки — 29, Рипины — 27, Сенишки — 19.
После Второй мировой войны, количество прихожан Михаловской церкви стало сокращаться из-за оттока населения в города и другие республики СССР. На момент 1996 года, Михаловская церковь имела только около 100 прихожан.
| Количество прихожан Михаловской церкви | Количество прихожан Михаловской церкви | Количество прихожан Михаловской церкви | Количество прихожан Михаловской церкви | Количество прихожан Михаловской церкви | Количество прихожан Михаловской церкви | Количество прихожан Михаловской церкви |
| 1795                                   | 1827                                   | 1852                                   | 1927                                   | 1928                                   | 1944                                   | 1996                                   |
| -------------------------------------- | -------------------------------------- | -------------------------------------- | -------------------------------------- | -------------------------------------- | -------------------------------------- | -------------------------------------- |
| ~ 1100                                 | ~ 770                                  | 992                                    | 1030                                   | 1040                                   | 1200                                   | ~ 100                                  |

## Галерея

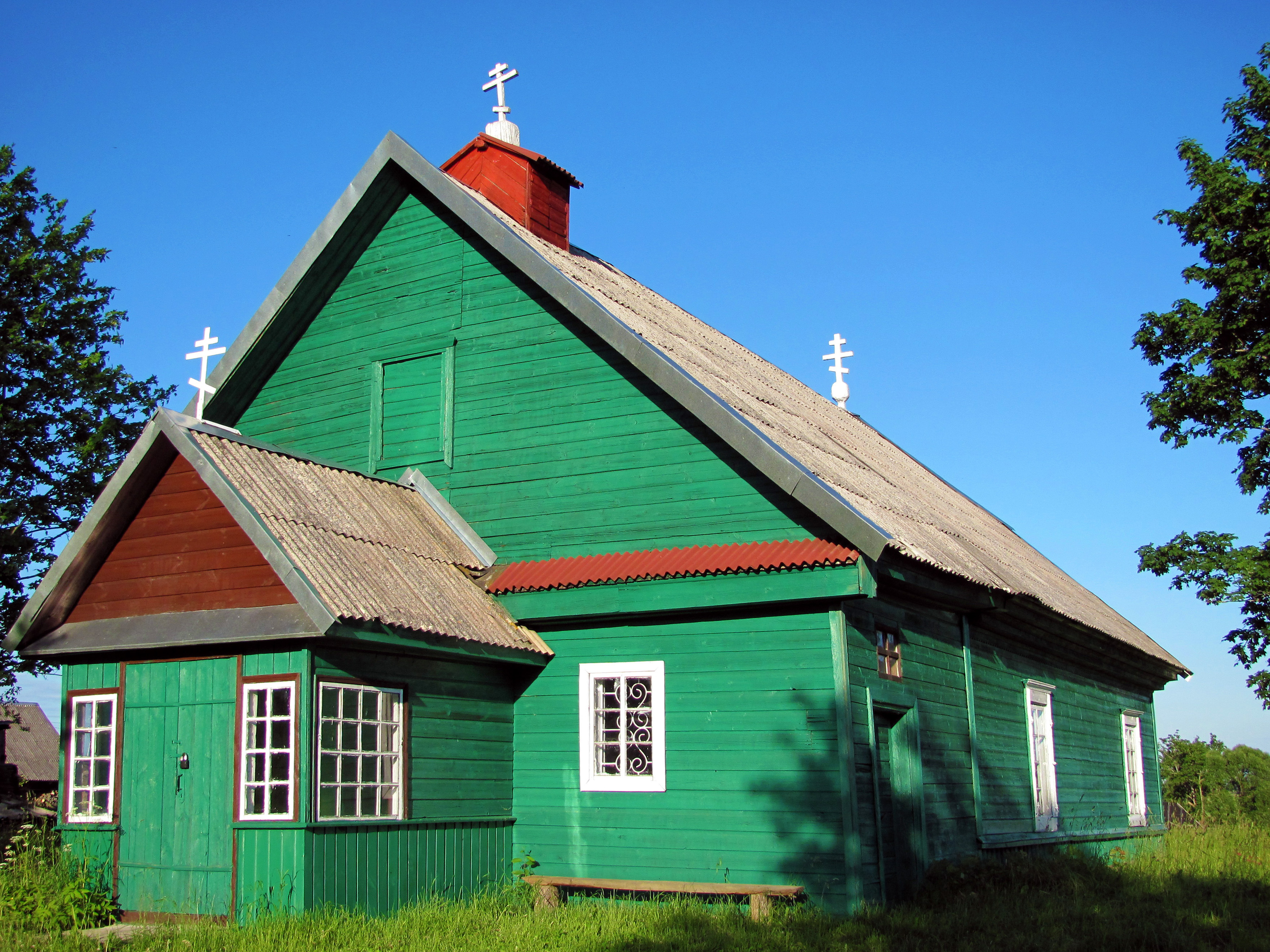
Михаловская церковь, 2010 год
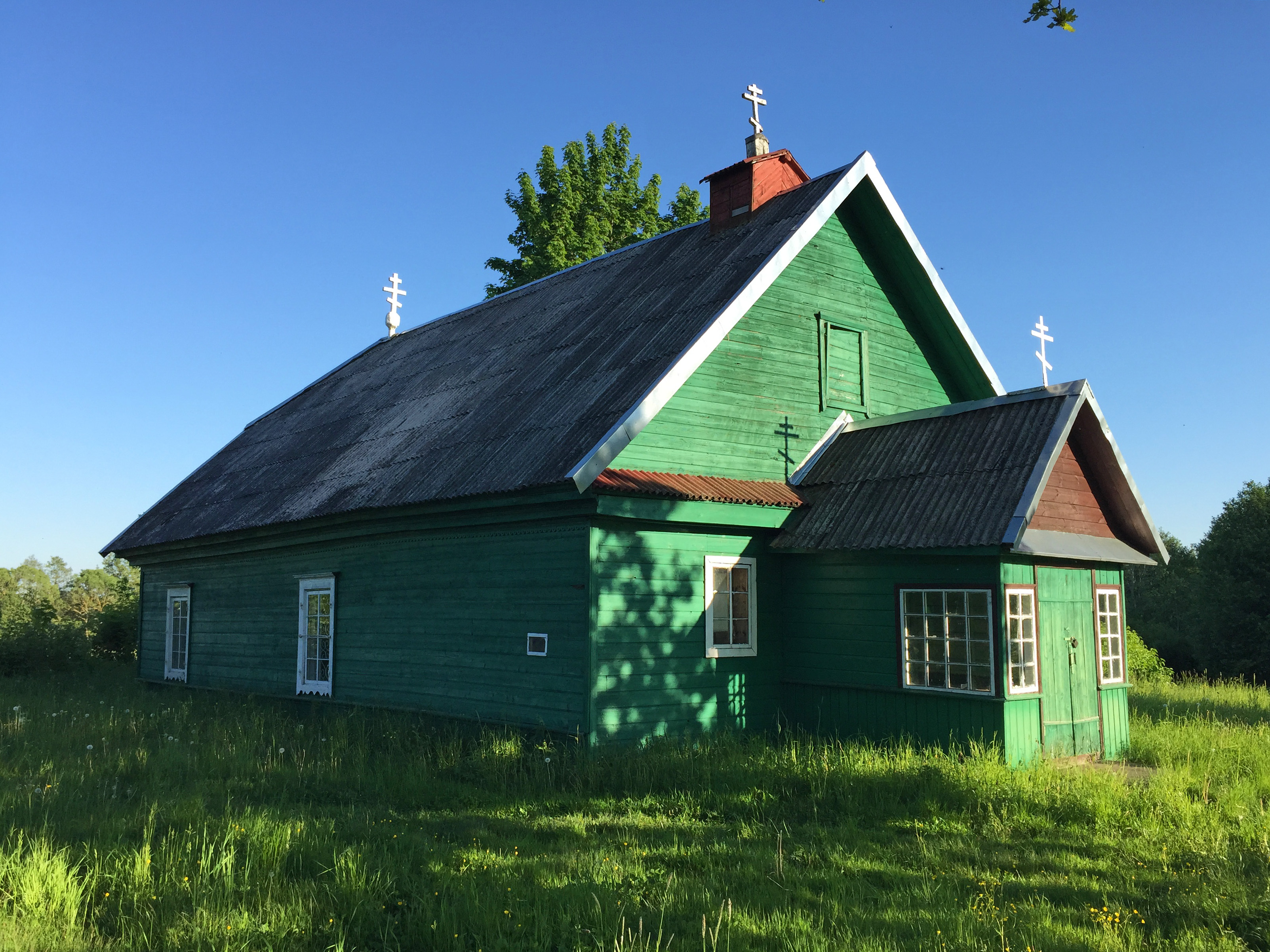
Михаловская церковь, 2015 год